# Tinian
Tinian je jeden ze tří nejvýznamnějších ostrovů Severních Marian. Spolu se sousedním neobydleným ostrovem Aguigan tvoří municipalitu Tinian, která se třemi dalšími municipalitami konstituuje Severní Mariany. Největší vesnicí na Tinianu je San Jose.

## Geografie

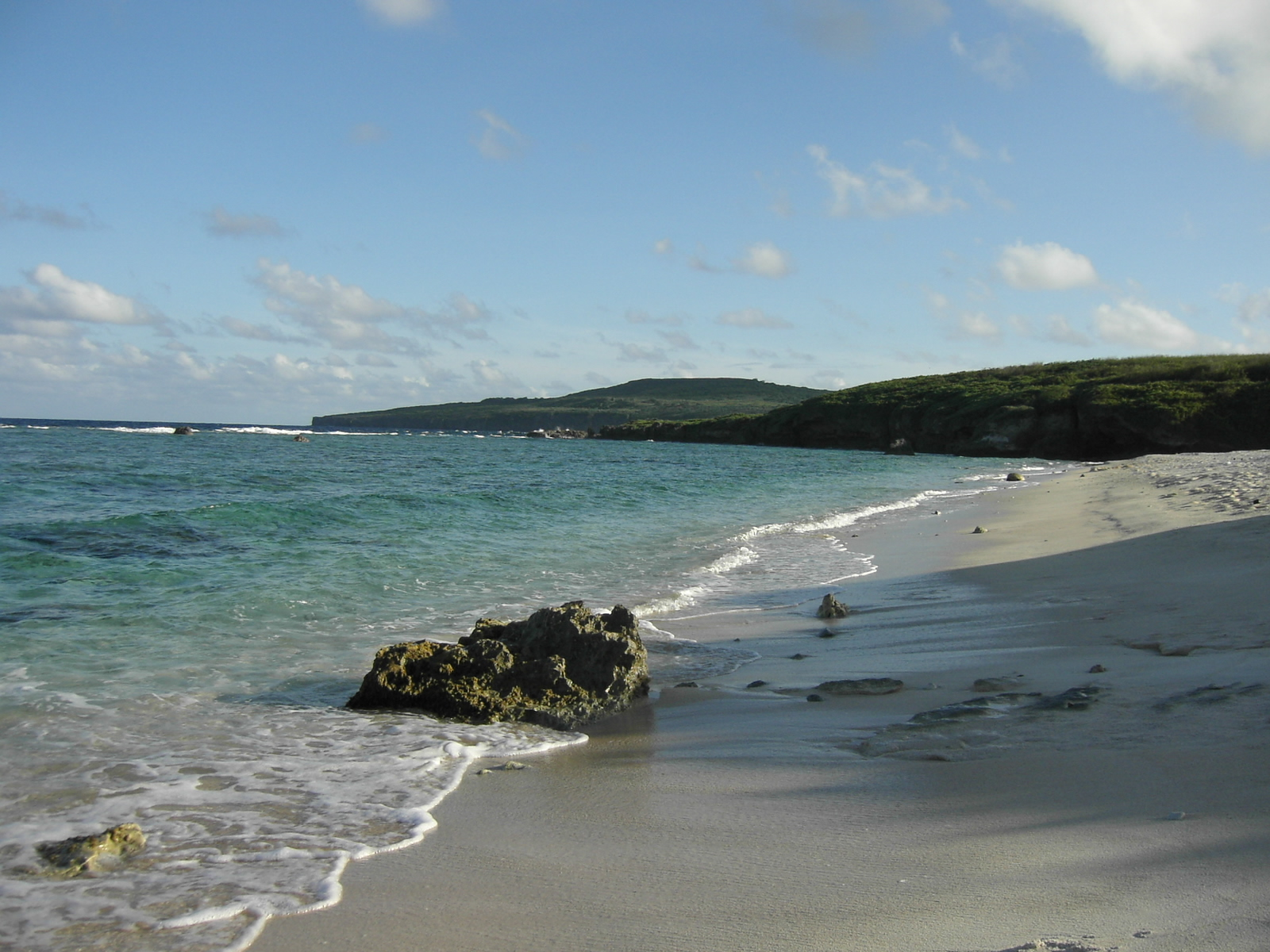
Pláž

Ostrov leží asi 9,3 km jihozápadně od Saipanu, od kterého je oddělen Saipanským průlivem. Rozloha činí 100 km², nejvyšším bodem je Mount Lasso se 171 metrem.
Ostrov oplývá množstvím rostlinných a živočišných druhů, vápencovými útesy a jeskyněmi. Jediný ptačí endemit muchálek tinianský (Monarcha takatsukasae) je ohrožen ztrátou přirozeného prostředí. Okolní moře a korálové útesy obývá rozmanitá fauna. Čisté teplé vody lákají ke šnorchlování, potápění a sportovnímu rybaření.

## Obyvatelstvo
Podle sčítání v roce 2010 žilo na Tinianu 3 136 obyvatel, což bylo méně než 5 procent všech obyvatel Severních Marian. Hustota osídlení je 31 obyv./km². Většinu obyvatel tvoří Čamorové (okolo 75%) a příslušníci dalších etnických skupin žijících na Karolínách. Filipínci, Bangladéšané, Východoasiaté a potomci Evropanů tvoří menšinu.

## Historie

### Prehistorie
Archeologové objevili stopy osídlení staré čtyři tisíce let, mezi jinými starověké kameny latte a další artefakty, které ukazují na kulturní vztahy s Melanesií a souvislost s podobnými kamennými památkami Palau a Mikronésie. Zhruba před třemi tisíci lety vládl čamorský náčelník Taga, který zbudoval největší kamenný dům s kameny latte. Po něm je pojmenována pláž na Tinianu (Taga Beach) a místní charterová společnost (Taga Air).

### Španělské koloniální období
Prvními Evropany, kteří spatřili Tinian a Saipan mohli být námořníci expedice, vedené Fernão de Magalhãesem, kteří přistáli 6. března 1521 v Severních Marianách. Dalším, kdo pravděpodobně Tinian spatřil, byl v roce 1522 Gonzalo Gómez de Espinosa na palubě španělské lodi Trinidad, když se snažil po Magalhãesově smrti doplout do Panamy. Mohlo se tak stát po spatření ostrovů Maug někdy mezi koncem srpna a koncem září. Na ostrovech Maug opustil Trinidad Gonzalo de Vigo a strávil následující čtyři roky mezi Čamory. Navštívil třináct hlavních marianských ostrovů, mezi nimi mohl být i Tinian. Mimo vší pochybnost, první Evropané připluli na Tinian manilskou galeonou Santa Margarita pod velením Juana Martíneze de Guillistegui. Galeona ztroskotala v únoru 1600 jihovýchodně od Saipanu a trosečníci čekali dva roky, než 250 přeživších bylo zachráněno na lodích Santo Tomas a Jesus María. Španělé obsadili Tinian v roce 1669, při misionářské výpravě Diega Luise de San Vitores, který ostrov nazval Buenavista Mariana. Od roku 1670 zde kotvili Španělé a občas se zastavili Angličané, Holanďané a Francouzi, aby doplnili zásoby vody a potravin. Domorodci, kterých zde před příchodem Španělů žilo na čtyřicet tisíc, byli decimováni zavlečenými nemocemi a při sporech o půdu. Jejich počet klesl na méně než 1 400. V roce 1720 byli kvůli asimilaci násilně přesídleni na Guam. Pod španělskou nadvládou se ostrov proměnil, byly založeny dobytkářské farmy s chovy krav a prasat, které masem zásobovaly španělské galeony na cestě do Mexika

### Německé koloniální období
Po španělsko-americké válce v roce 1898 byl Tinian okupován Američany, ale v roce 1899 jej Španělé prodali Německu. Ostrov byl spravován jako součást Německé Nové Guiney, avšak Němci se v tomto období nepokusili ostrov osídlit, a tak zůstal pod kontrolou španělských a mestických majitelů půdy.

### Japonská správa

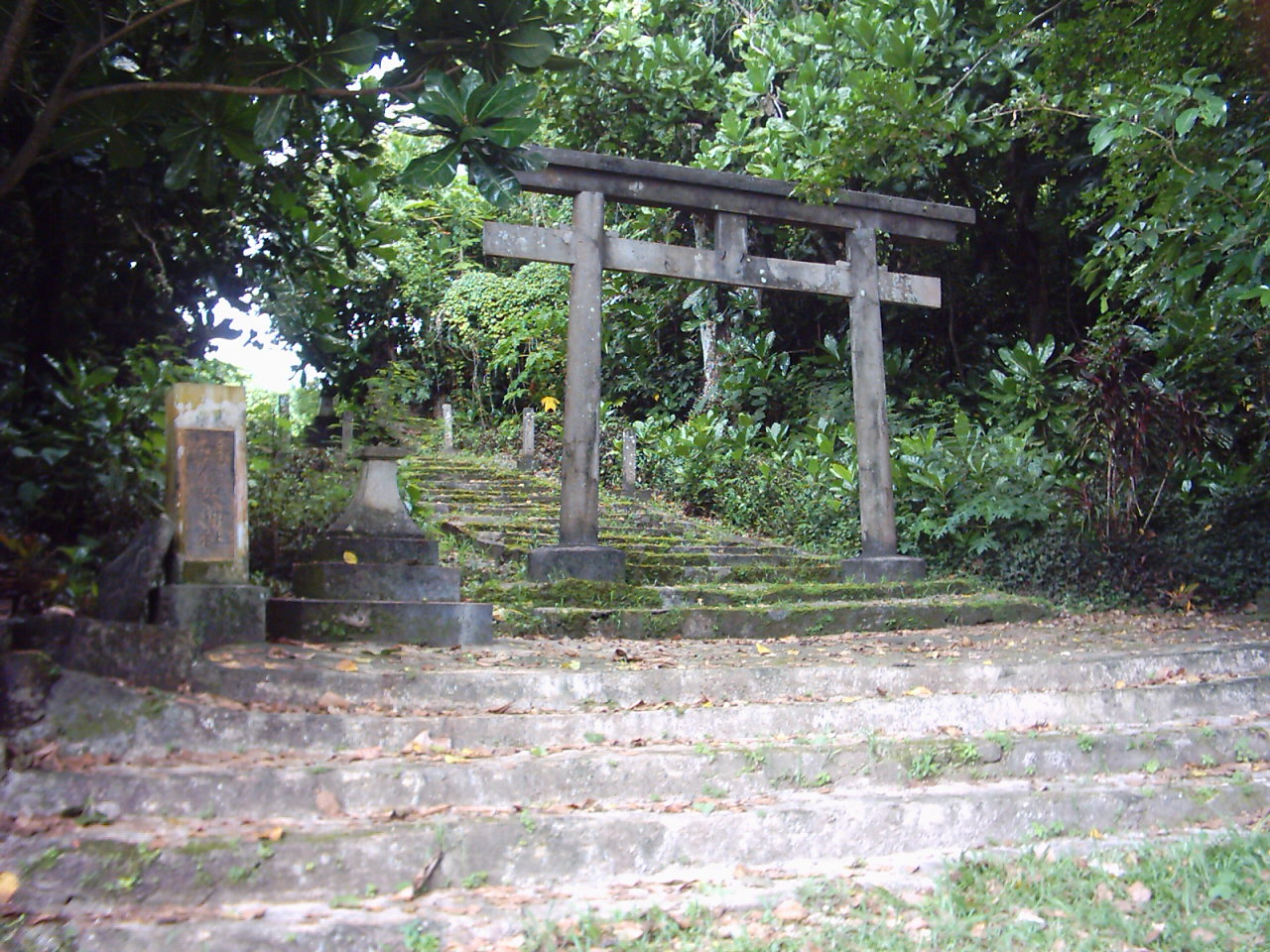
Šintoistická svatyně

V roce 1914, během první světové války, byl ostrov obsazen Japonskem, kterému v roce 1918 svěřila Společnost národů ostrov do správy coby součást Mandátního území Tichomořské ostrovy. Ostrov osídlili etničtí Japonci, Korejci a Okinawané, kteří vysadili rozlehlé třtinové plantáže.
Japonci se postarali o vybudování infrastruktury, postavili přístavní zařízení, vodovody, elektrárny, zpevněné silnice, školy, centra zábavy i svatyně. Zpočátku se potýkali s obtížemi způsobenými přemnožením hmyzích parazitů Icerya purchasi následovanými suchem v roce 1919. Pod záštitou Jihomořské rozvojové společnosti byly v roce 1926 obtíže překonány příchodem nových osadníků z Okinawy a z prefektur Fukušima a Jamagata. Vedle cukrové třtiny bylo zavedeno pěstování kávy a bavlny a byl postaven potravinářský podnik zpracovávající tuňáky. V červnu 1944 na ostrově žilo okolo 15 700 japonských civilistů (v tom 2 700 etnických Korejců a 22 Chamorrů).

### Druhá světová válka

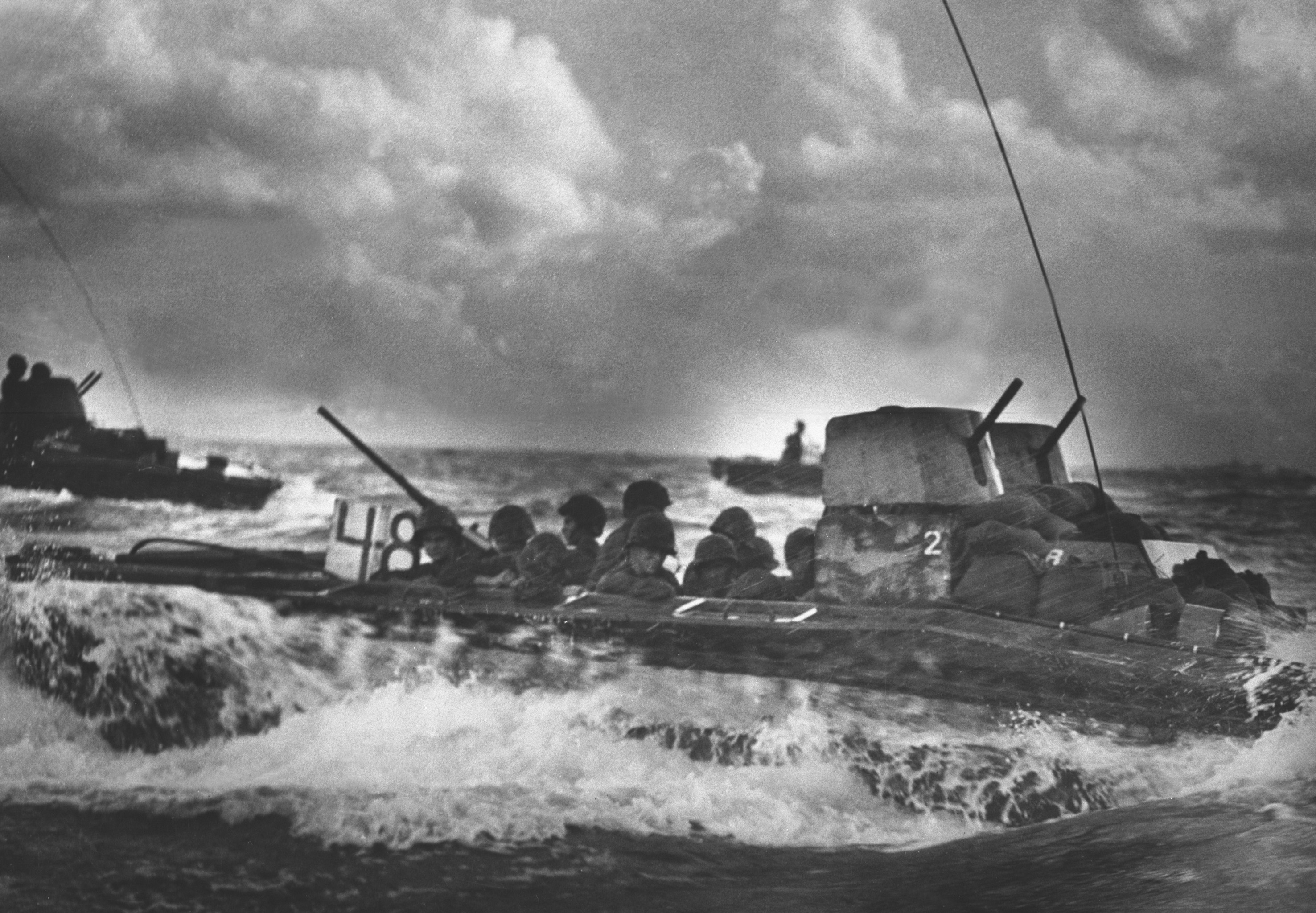
Americká námořní pěchota během bitvy o Tinian

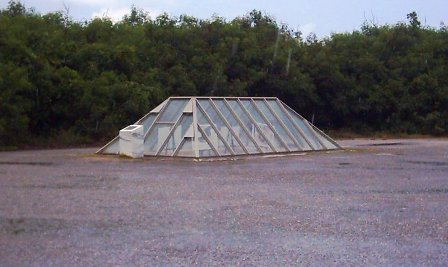
Šachta "No.1" pro atomovou bombu na North Field. Zde byl na palubu Enola Gay naložen Little Boy

Teprve v pozdější fázi války si Japonci uvědomili strategický význam ostrova coby základny pro americké bombardéry Boeing B-29 Superfortress, do té doby zde japonská posádka nebyla. Spojenci obsadili ostrov v bitvě o Tinian mezi 24. červencem a 1. srpnem 1944. Z japonské posádky osmi a půl tisíce vojáků přežilo jen 313. Odhaduje se, že na ostrově žilo 15 700 japonských civilistů (v tom 2 700 etnických Korejců). Tisíce jich v palbě zahynuly. Další spáchali sebevraždu nebo byli zastřeleni japonskými vojáky jen proto, aby nepadli do amerického zajetí.
Tinian leží přibližně 2 400 km od japonských ostrovů a je vhodný jako základna pro útoky strategických bombardérů. Okamžitě po dobytí ostrova začala výstavba největší letecké základny druhé světové války, která, s výjimkou hornatých částí, pokryla celý ostrov. Stavební prapory (Seabees) postavily základnu podle vzoru městských ulic připomínajících newyorský Manhattan a tak je také pojmenovaly. Dřívější japonské město Sunharon přezdili na The Village, neboť leželo ve stejné poloze jako Greenwich Village. Rozlehlá čtvercová oblast mezi West Fields a North Fields, kde stály nemocniční budovy a zbytek zůstal nezastavěný, se nazývala Central Park. Základnu obsluhoval personál v počtu 40 tisíc.

### Poválečný vývoj
Po skončení války se Tinian stal součástí Poručenského území Tichomořských ostrovů ve správě USA.

## Ekonomika
Místní ekonomika je silně závislá na turistice, zemědělství slouží především k vlastní obživě. Největšími zaměstnavateli na ostrově jsou vláda a kasino, které vzniklo v roce 1989. Podle plánů z března 2006 měla na ostrově vzniknout čtyři nová kasina.
Podle sčítání lidu žilo v roce 2010 na ostrově 3 136 obyvatel.